# Alexander Schukoff
Alexander Schukoff (Graz, 23. kolovoza 1956.) austrijski je filmski redatelj i videoumjetnik.
Studirao je režiju i scenarij na Bečkoj filmskoj akademiji. Njegov prvijenac, kinodokumentarni film „Simmering”, i danas se prikazuje u bečkim kinima kao dokument duha vremena sedamdesetih godina, poznat i kao Kreiskyjeve godine. Također je kreirao zapažene video instalacije, kako u muzejima umjetnosti tako i na javnim mjestima
Za svoje dokumentarce je višestruko međunarodno nagrađivan. Svoje filmove proizvodi zajedno sa svojom partnericom Nadeschdom Schukoff i živi u Beču. U njegovim filmovima glavna tema je kultura i povijest grada Beča. Tako filmovi često govore o tradicijama bečkog zanatstva i kulinarskim posebnostima bečke kuhinje. Njegovi filmovi su također prikazani na hrvatskoj televiziji.

## Međunarodne nagrade
- Srebrne nagrade na Deauville Green Awards 2021 za "The Art of Soapmaking (Umjetnost izrade sapuna)"[12]
- Nominiran za finale na Deauville Green Awards 2023 za "Tradicionalne bečke božićne slastice"[13]
- Dobitnik Srebrne nagrade za "Božićno pečenje u Beču" u kategoriji ekoturizam i održiva putovanja na Deauville Green Awards 2023.
- Dobitnik US-International Awards 2024 za "Festivne poslastice bečke kuhinje" u kategoriji "Kultura i stil života"[14]
- Dobitnik US-International Awards 2024 za "Tradicionalne bečke božićne slastice" u kategoriji "Putovanja i ekoturizam".